# Mao Tunova literární cena
Mao Tunova literární cena (čínsky: 茅盾文学奖) je čínské ocenění udělované významným spisovatelům. Je udělována každé čtyři roky od roku 1982 na základě poslední vůle čínského spisovatele Mao Tuna, který na ni daroval 250 000 jüenů. Jde o jednu z nejprestižnějších čínských literárních cen.

## Pravidla
Podle pravidel může být cena udělena za jakékoliv literární dílo napsané občany Číny, publikované v pevninské Číně a přesahující délku 130 000 znaků.
Výběrová komise v Čínské asociaci spisovatelů hlasuje vždy dvakrát a vítěz musí získat přes dvě třetiny hlasů. Cena je udělována každé čtyři roky (původně tři) a vždy je oceněno 3–5 spisovatelů. Každý oceněný autor získá 500 000 jüenů.

## Kritika
Udílení cen bylo kritizováno například v roce 2011, kdy se ukázalo, že osm z deseti nejlepších spisovatelů bylo předsedou nebo místopředsedou významných provinčních spisovatelských asociací.

## Seznam oceněných
| Rok  | Autor              | Dílo                                                |
| ---- | ------------------ | --------------------------------------------------- |
| 1982 | Wei Wei            | Orient (东方)                                       |
| 1982 | Zhou Keqin         | Xu Mao and His Daughters (许茂和他的女儿们)         |
| 1982 | Yao Xueyin         | Li Zicheng                                          |
| 1982 | Mo Yingfeng        | General's Chant (将军吟)                            |
| 1982 | Li Guowen          | Spring in Winter (冬天里的春天)                     |
| 1982 | Gu Hua             | A Small Town Called Hibiscus (芙蓉镇)               |
| 1985 | Zhang Jie          | Leaden Wings (沉重的翅膀)                           |
| 1985 | Liu Xinwu          | Bell and Drum Tower (钟鼓楼)                        |
| 1985 | Li Zhun            | Yellow River Flowing to East (黄河东流去)           |
| 1991 | Lu Yao             | Ordinary World                                      |
| 1991 | Ling Li            | Son of Heaven (少年天子)                            |
| 1991 | Sun Li, Yu Xiaohui | Metropolis (都市风流)                               |
| 1991 | Liu Baiyu          | The Second Sun (第二个太阳)                         |
| 1991 | Huo Da             | The Funeral of Muslim (穆斯林的葬禮)                |
| 1991 | Xiao Ke            | Blood on the Luoxiao Mountains (浴血罗霄)           |
| 1991 | Xu Xingye          | Broken Golden Bowl (金瓯缺)                         |
| 1997 | Chen Zhongshi      | White Deer Plain (白鹿原)                           |
| 1997 | Wang Huo           | War and People (战争和人)                           |
| 1997 | Liu Sifen          | White Gate Willow (白门柳)                          |
| 1997 | Liu Yumin          | Unsettled Autumn (骚动之秋)                         |
| 2000 | A Lai              | After the Dust Settled (尘埃落定)                   |
| 2000 | Wang Anyi          | The Song of Everlasting Sorrow                      |
| 2000 | Zhang Ping         | Decision (抉择)                                     |
| 2000 | Wang Xufeng        | Three Episodes of Tea-man (茶人三部曲)              |
| 2005 | Xiong Zhaozheng    | Zhang Juzheng                                       |
| 2005 | Zhang Jie          | Wordless (无字)                                     |
| 2005 | Chu Chunqiu        | Sky of History (历史的天空)                         |
| 2005 | Liu Jianwei        | Heroic Time (英雄时代)                              |
| 2005 | Zong Pu            | Lead-in of Wild Gourd (东藏记)                      |
| 2008 | Jia Pingwa         | Qin Melody (秦腔)                                   |
| 2008 | Chi Zijian         | The Last Quarter of the Moon (额尔古纳河右岸)       |
| 2008 | Mai Jia            | In the Dark (暗算)                                  |
| 2008 | Zhou Daxin         | The Scenery of the Lake and the Mountain (湖光山色) |
| 2011 | Zhang Wei          | On the Plateau (你在高原)                           |
| 2011 | Liu Xinglong       | Skywalker (天行者)                                  |
| 2011 | Mo Jen             | Frog                                                |
| 2011 | Bi Feiyu           | Massage                                             |
| 2011 | Liu Zhenyun        | A Word Is Worth Ten Thousand Words                  |
| 2015 | Ge Fei             | Jiangnan Trilogy (江南三部曲)                       |
| 2015 | Wang Meng          | Scenery on This Side (这边风景)                     |
| 2015 | Li Peifu           | The Book of Life (生命册)                           |
| 2015 | Jin Yucheng        | Blossoms (繁华)                                     |
| 2015 | Su Tong            | Beware of the Siskin (黄雀记)                       |
| 2018 | Chen Yan           | The Protagonist (主角)                              |
| 2018 | Li Er              | Professor Ying Wu (应物兄)                          |
| 2018 | Liang Xiaosheng    | Human World (人世间)                                |
| 2018 | Xu Huaizhong       | Story of the Towing Wind (牵风记)                   |
| 2018 | Xu Zechen          | Northward (北上)                                    |